# Ring-Con
El Ring-Con es un accesorio para la Nintendo Switch, diseñado específicamente para el juego Ring Fit Adventure. Es un anillo flexible hecho de plástico reforzado. En el se inserta uno de los joy-con para dar conectividad con la consola Nintendo Switch. Se utiliza como un controlador que responde a la presión y al movimiento del jugador, permitiendo que este interactúe con el juego a través de ejercicios físicos. A día de hoy el ring-Con es un periférico juable únicamente en el videojuego Ring Fit Adventure.
Este dispositivo fue lanzado junto a su juego el 18 de octubre de 2019 para Nintendo Switch. Este videojuego llamo la atención de los consumidores puesto que integraba el ejercicio físico dentro de una narrativa propia en la que debes hacer diferentes ejercicios para progresar. Ring fit adeventure viene además de con el ring-con, con una corre para la pierna el la que debes poner uno de los joy con de la Nintendo Switch.
El lanzamiento de este dispositivo fue todo un éxito debido enormemente al momento de su lanzamiento puesto que unos meses después la pandemia de COVID-19 obligo a muchos ciudadanos a resguardarse en casa. Ring Fit adventure fue la solución de muchas personas para mantenerse en movimiento en sus casas.
Características Técnicas:
Materiales: plástico reforzado con fibra (utilizado en la construcción naval y la industria de la aviación).  El ring con tiene un sensor de fuerza de alta sensibilidad situado en la parte superior de este que se conecta con el joy-con derecho.  Este sensor detecta la resistencia que ejerce el ringcon frente a la fuerza efectuada por el jugador. Además aprovecha el giroscopio y acelerómetro integrados parar detectar los diferentes movimientos de jugador. El ring con conectado con el joycon derecho detectan los movimientos del tren superior y el joycon izquierdo el tren inferior.
La cámara de movimiento IR del Joy-Con (R) utiliza rayos infrarrojos para detectar cambios sutiles en la cantidad de luz reflejada por las yemas de los dedos. La hemoglobina, presente en la sangre, tiene la característica de reflejar la luz infrarroja. Con cada latido del corazón, el flujo de sangre hacia las yemas de los dedos varía, lo que provoca fluctuaciones en la cantidad de luz infrarroja que se refleja. Estos cambios se aprovechan para medir el pulso del jugador.
Referencias
- Datos: Q130393726

1. ↑  https://www.nintendo.com/ph/switch/al3p/faq/index.html